# Jimmy Gomez

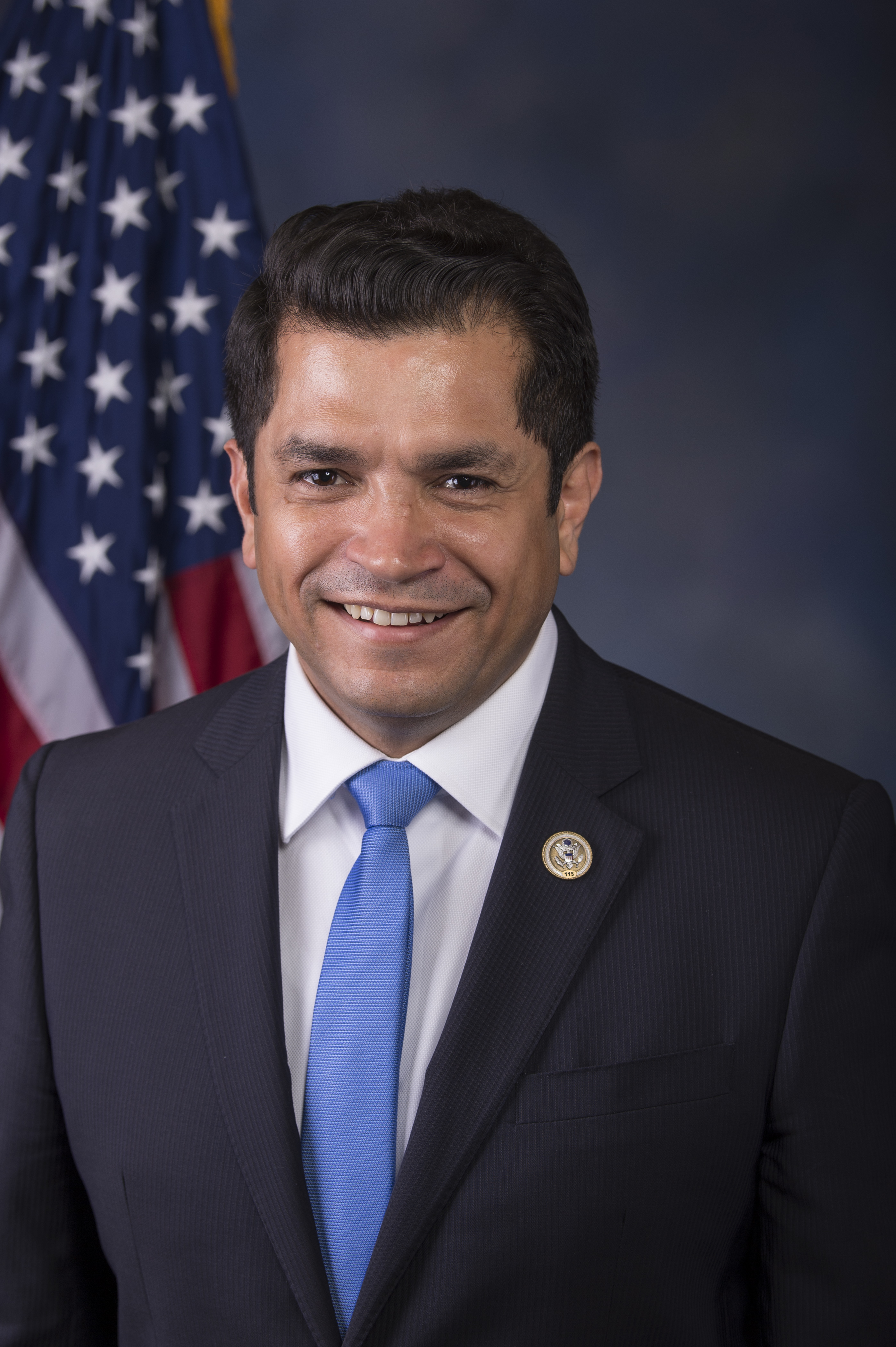
Jimmy Gomez (2017)

Jamie „Jimmy“ Gomez (* 25. November 1974 in Fullerton, Kalifornien) ist ein US-amerikanischer Politiker der Demokratischen Partei. Gomez vertritt seit Juni 2017 den 34. Distrikt des Bundesstaats Kalifornien in Repräsentantenhaus der Vereinigten Staaten.

## Leben
Jimmy Gomez, geboren als jüngstes von sechs Kindern mexikanischer Einwanderer, wuchs in einer typischen Arbeiterfamilie heran. Sein Vater verdiente sich als Koch den Lebensunterhalt der Familie. Nach dem Besuch der High School begann Gomez ebenfalls in Gelegenheitsjobs seinen Werdegang, zunächst als Schaffner bei der U-Bahn, später als Angestellter in einem Geschäft der Target Corporation.
Mit dem so ersparten Geld inskribierte Gomez an der University of California, Los Angeles, an welcher er 1996 mit einem Bachelor of Arts mit Magna cum laude in Politikwissenschaft abschloss. Danach ging er nach Harvard, an welchem er einen Abschluss als Master of Public Policy in Öffentlichkeitsarbeit erwarb.
Jimmy Gomez ist verheiratet und lebt mit seiner Frau Mary in Eagle Rock (Los Angeles).

## Politik

### Regionale und Bundesstaatliche Ebene
Seine politische Karriere begann Gomez in den 1990er Jahren, als Mitarbeiter im Stab eines Gemeinderatsmitglieds des Los Angeles City Council. Anfang der 2000er Jahre kam er erstmals mit dem Kongress in Berührung, als Mitarbeiter der damaligen Kongressabgeordneten Hilda Solis. Im Jahr 2012 zog Gomez als Abgeordneter der Demokratischen Partei in die California State Assembly ein, zweimal wurde er daraufhin wiedergewählt.

### US-Repräsentantenhaus
2017 verließ Xavier Becerra, der Abgeordnete für den 34. Kongresswahlbezirk, das US-Repräsentantenhaus, um als Attorney General von Kalifornien zu amtieren. Gomez verkündete daraufhin, für den nun vakanten Sitz zu kandidieren. Am 6. Juni 2017 wurde er in der Nachwahl mit rund 60 Prozentpunkten der Stimmen gewählt. Er wurde in der regulären Wahl 2018 mit über 72 % in seinem Amt bestätigt. Im Jahr 2020 konnte er sich mit rund 53 % der Stimmen gegen seinen ebenfalls demokratischen Herausforderer David Kim durchsetzen, gegen den er auch bei den Wahlen 2022 antrat und sich mit 51,2 % durchsetzte. 2024 qualifizierte er sich zusammen mit dem Demokraten David Kim, den Gomez dann in der Stichwahl besiegte. Seine aktuelle Legislaturperiode im Repräsentantenhaus des 119. Kongresses läuft noch bis zum 3. Januar 2027.

#### Ausschüsse
Gomez ist Mitglied in folgenden Ausschüssen des Repräsentantenhauses:
- Committee on Ways and Means
  - Oversight
  - Tax
  - Work and Welfare
- Permanent Select Committee on Intelligence
  - National Security Agency and Cyber
  - Oversight and Investigations

Außerdem ist er Mitglied in 17 Caucuses.